# Jacques Étienne
Jacques Étienne (Namen, 24 september 1949) is een voormalig Belgisch politicus en burgemeester voor het cdH.

## Levensloop
Jacques Étienne studeerde rechten aan de Universiteit Namen en aan de Université Catholique de Louvain. Nadat hij zijn licentiaatsdiploma had behaald werkte hij van 1973 tot 1978 als adjunct-adviseur bij de Rijksdienst voor Sociale Zekerheid. Daarna stond hij van 1978 tot 1979 aan het hoofd van de administratieve diensten van het ziekenhuis van Beau-Vallon en was hij van 1979 tot 1995 directeur van een sociaal secretariaat voor KMO's.
Actief in verschillende christelijke verenigingen werd Jacques Étienne voor de toenmalige PSC in oktober 1976 verkozen tot gemeenteraadslid van Namen. Van 1983 tot 1994 was hij OCMW-voorzitter van de stad en van 1995 tot 2000 was hij eerste schepen, bevoegd voor Openbare Werken en Ruimtelijke Ordening. In de periode 2001-2006 zetelde Étienne als raadslid in de oppositie. Na de gemeenteraadsverkiezingen van 2006 slaagde Étienne erin om met de liberale MR en Ecolo een nieuwe bestuursmeerderheid te vormen en werd hij burgemeester van de stad. In februari 2012 nam hij ontslag ten voordele van zijn partijgenoot Maxime Prévot, waarna hij nog tot aan de gemeenteraadsverkiezingen van oktober 2018 in de gemeenteraad bleef zetelen.
Van 1994 tot 1995 was hij bovendien provincieraadslid van Namen en daarna zetelde hij van 1995 tot 2009 voor het arrondissement Namen in het Waals Parlement en het Parlement van de Franse Gemeenschap. In het Waals Parlement was hij van 2004 tot 2006 voorzitter van de commissie Begroting en Financiën.
Tevens bekleedde Jacques Étienne verschillende bestuursmandaten. Hij was van 2012 tot 2013 bestuurder van de NMBS-Holding, van 2012 tot 2017 voorzitter van de raad van bestuur van SOWAER, de Waalse openbare instelling voor luchtvaart en van 2013 tot 2021 bestuurder van Infrabel. Ook was hij tot 2013 beheerder van de intercommunales BEP (voor economische expansie), IDEFIN (voor de financiering van netwerken voor energiedistributie) en IDEG (voor de distributie van gas en elektriciteit)